# Quisling (TV-serie)
Quisling är en norsk historisk och biografisk dramaserie som hade premiär den 21 november 2024 i Norge. Serien som består av fem avsnitt är regisserad av Erik Poppe.

## Handling
Serien handlar om den norske landsförrädaren Vidkun Quisling. Vid andra världskrigets slut blir han arresterad och ställd inför rätta och riskerar dödsstraff. Hans fru Maria försöker rädda honom från döden, medan kyrkans utsände präst, Peder Olsen, försöker rädda hans själ.

## Rollista (i urval)
- Gard B. Eidsvold - Vidkun Quisling
- Anders Danielsen Lie - prästen Peder Olsen
- Lisa Carlehed - Maria Quisling
- Nils Jørgen Kaalstad - Dagfinn Hauge
- Arthur Hakalahti - Arvid
- Stein Torleif Bjella - Vilhelm Ullman
- Lasse Kolsrud - biskop Eivind Berggrav
- Øyvind Brandtzæg - Henrik Bergh
- Vidar Sandem - Erik Solem
- Hans Rønningen - Annæus Schjødt
- Benjamin Røsler - Leo Eitinger